# Добрышин, Николай Филиппович
Николай Филиппович Добрышин (1813—1882) — генерал-лейтенант русской императорской армии, начальник артиллерии Одесского военного округа.

## Биография
Происходил из дворян Тульской губернии, родился 29 мая (10 июня) 1813 года в семье отставного полковника Филиппа Ивановича Добрышина. Воспитывался в Московском кадетском корпусе, из которого был выпущен прапорщиком 29 июня 1830 года в конно-артиллерийскую № 6 роту, где служил до штаб-офицерских чинов.
В 1849 году он участвовал в Венгерской кампании и за отличие в делах 3, 5, 6 июня под Вайценом и 13 июня под Мишкольцем был награждён орденами Св. Владимира 4-й степени с мечами и бантом и Св. Анны 2-й степени с мечами.
В декабре 1851 года Добрышин был произведён в подполковники и назначен командиром конно-артиллерийской № 21 батареи Сибирского линейного казачьего войска, с зачислением по полевой конной артиллерии, а 11 декабря 1853 года назначен командиром конно-артиллерийской лёгкой № 1 батареи, с которой во время Восточной войны 1854—1855 годов находился в составе войск назначенных для охраны побережья Балтийского моря. 26 ноября 1855 года за беспорочную выслугу 25 лет в офицерских чинах награждён орденом св. Георгия 4-й степени (№ 9749 по кавалерскому списку Григоровича — Степанова).
25 марта 1859 года был произведён в полковники.
Во время польского мятежа 1863 года находился со своей частью в Витебской губернии в составе войск Виленского округа и принимал участие в подавлении беспорядков. В 1864 году назначен командиром 1-й резервной конно-артиллерийской бригады и 30 августа 1868 года произведён в генерал-майоры.
4 ноября 1876 года Добрышин был назначен начальником артиллерии 10-го армейского корпуса, с которым во время русско-турецкой войны 1877—1878 годов находился в Крыму, охраняя побережье Чёрного моря. 16 апреля 1878 года произведён в генерал-лейтенанты, в 1879 г. стал начальником артиллерии 7-го армейского корпуса,  а 10 марта 1880 года - начальником артиллерии Одесского военного округа и совещательным членом артиллерийского комитета Главного артиллерийского управления.
Умер 24 ноября (6 декабря) 1882 года в Санкт-Петербурге, похоронен на кладбище Воскресенского Новодевичьего монастыря.
Его сын, Филипп, был генерал-лейтенантом и начальником штаба Казанского военного округа, после Октябрьской революции служил в РККА. Генерал-лейтенант А. Ф. Добрышин приходился Николаю Филипповичу племянником.

## Награды
- Орден Святого Владимира 4-й степени с бантом (1849 год)
- Орден Святой Анны 2-й степени (1849 год; императорская корона к этому ордену пожалована в 1856 году)
- Орден Святого Георгия 4-й степени (1855 год)
- Орден Святого Станислава 2-й степени с императорской короной (1862 год)
- Орден Святого Владимира 3-й степени с мечами над орденом (1864 год)
- Орден Святого Станислава 1-й степени (1871 год)
- Орден Святой Анны 1-й степени (1874 год)
- Орден Святого Владимира 2-й степени (1880 год)

Иностранный:
- Австрийский орден Железной короны 3-й степени (1850 год)